# La Vie quotidienne dans les chemins de fer au XIXe siècle
La Vie quotidienne dans les chemins de fer au XIXe siècle est un ouvrage documentaire d’Henri Vincenot décrivant les métiers du rail dans les premières décennies du chemin de fer en France. Cet ouvrage repose en grande partie sur l'expérience de l'auteur qui a vécu son enfance et sa jeunesse dans le quartier cheminot de Dijon et sur les échanges avec son grand-père, ancien mécanicien, avec son père dessinateur dans les bureaux du PLM et avec l'ensemble de la société cheminote. 

## La naissance d’une race
À la fin du premier tiers du  XIXe siècle, l’idée  du chemin de fer soulève l’enthousiasme dans le peuple particulièrement parmi les compagnons, les artisans du métal et ceux de la pierre. Une œuvre de cette ampleur n’était plus apparue depuis la construction des cathédrales du Moyen-Âge. Les rivalités entre les trois ordres du compagnonnage, les Enfants du Père Soubise, constructeurs du roman, les Enfants de Maître Jacques ceux du Gothique et les Enfants de Salomon, qui remontent au Haut Moyen-Âge, se retrouvent dans le monde du chemin du fer, cependant uni et fermé aux étrangers à cet univers. « C'était le premier miracle du chemin de fer. Une race naissait ». Les élites des chantiers et des locomotives le vivent comme un  projet au service de la collectivité. Il y régnait une mystique inspirée de la pensée de Saint-Simon et de son disciple le père Enfantin partagée par la majorité des ingénieurs. Les financiers du rail, Isaac Pereire et les Rothschild étaient eux-mêmes devenus saint-simoniens. 
Les gens issus des chantiers qui ont constitué l’ossature de la coterie du rail, y apportaient leurs connaissances professionnelles, leur amour du travail bien fait, leur sens de la solidarité, leur esprit de corps et en même temps, leur intime certitude d’être en marge de la société

## Les clans
Les gens du chemin de fer divisés en clans étaient soudés par l’œuvre à laquelle ils participaient, formant, en quelque sorte un phalanstère idéal de Fourier, un des penseurs vénérés par l’élite des services techniques. Cette société particulière partageait la religion de l’heure. La plupart des cheminots vivaient dans un quartier en marge de la ville, vivant au rythme du roulement, les compagnies mettant, par ailleurs, à la disposition d’une partie des agents de l’exploitation, d’appartements dans les bâtiments de la gare.
Ces clans correspondaient aux trois services de l’organisation des réseaux ferroviaires dès leur origine et aux trois classes du monde du travail, les ouvriers dans le service traction, les employés à l’exploitation et les paysans sur la voie

### Ceux de la locomotive, les gueules noires
Le service Matériel et Traction comprend l’équipe de conduite, les Seigneurs, le mécanicien le plus  envié et le plus exigeant issu de la forge ou d’autres métiers du métal (serrurerie, chaudronnerie), quelques anciens élèves d'une école des Arts-et-Métiers qui se faisait appeler « Monsieur » et son  chauffeur, le dépôt où s’activent les ouvriers chargés de l’entretien et les ateliers de réparation.

### Les culs-terreux de la voie
Le service Voies et Bâtiments employait, à part les conducteurs de travaux et l’état-major des ingénieurs, une majorité de travailleurs issus de la paysannerie, silencieux, courageux et patients occupés à des travaux de pelle et de pioche. Très dispersés logeant dans les maisons échelonnées le long des voies abritent généralement un couple d’une femme garde-barrière et de son mari cantonnier chargé de l’inspection de la section de ligne aux abords, d’autres au village où ils cultivent leur potager et élèvent des animaux, les travailleurs de la voie n’ont aucun contact avec la traction

### Les Môssieurs de l’exploitation
Les gens des gares, du trafic, de l’expédition des marchandises qui vendent les billets, encaissent les recettes, se considèrent, en concurrence avec les tractionnaires comme les vrais cheminots. L’exploitation gère le trafic, assurant l’espacement des trains. Les aiguilleurs et le personnel des gares de triage dépendent de l’exploitation. La plupart des gens des bureaux, « les chieurs d’encre », relèvent de ce service et sont quelque peu méprisés par ceux de la traction, agacés par la multitude de règlements pointilleux. La Direction était plus sévère et restrictive avec les sédentaires, notamment par la longueur des journées de travail et la discipline exigée, qu’avec les roulants et les gens des triages qui connaissaient des conditions de travail beaucoup plus pénibles
Les rapports entre les agents de l'exploitation et ceux de la traction étaient généralement difficiles, particulièrement sur les convois entre les deux autorités concurrentes, celle du chef de train de l'exploitation et l'équipe de conduite.

## Les métiers
Henri Vincenot décrit les métiers du rail au XIXe siècle, nombreux et diversifiés, la plupart disparus au cours du XXe siècle, avec l’automatisation, d’autres plus récemment supprimés par le déclin du fret (fermeture de la plupart des gares de desserte marchandises et quasi-disparition du transport en wagon isolé) et la fin de services en gare.
Les conditions de vie étaient pour la plupart très rudes.

### L’aboyeur
Avant le haut-parleur,  l’arrivée, le départ des trains et les correspondances étaient annoncés par un homme d’équipe à voix puissante et bonne diction.  L’aboyeur choisissait les meilleurs endroits pour l'acoustique sous le hall. Les aboyeurs étaient généralement amateurs d’art lyrique et imitaient les chanteurs d’opéra. Leur rôle était également d’ouvrir, de fermer les portières et de renseigner les voyageurs
.

### L’acrobate
Avant la généralisation de l’éclairage électrique dans les trains, cet agent qui dépendait de la lampisterie parcourait le toit des voitures avec, à la main gauche un bidon d’huile ou de pétrole, en main droite une torche allumée, et ouvrait le couvercle supérieur des lampes de compartiment. Cette activité était dangereuse car l’acrobate devait franchir avec ces accessoires l’espace entre les voitures d’environ 1,3 mètre et anticiper les mouvements de mise en place de la locomotive, et d’autant plus périlleuse lorsque les toits étaient couverts de givre. 

### L’allumeur
La mise en pression d’une locomotive était une préparation d’environ trois heures avant sa mise en service, effectuée par l’allumeur, un agent du dépôt chargé de mettre en feu les foyers  et de d’amorcer la mise en pression de la chaudière avant l’arrivée de l’équipe de conduite, une heure avant le démarrage de la machine. Certains mécaniciens venaient deux heures plus tôt au dépôt pour effectuer eux-mêmes cette préparation ou la surveiller. L’allumeur, familièrement nommé le « crassou », connaissait les particularités de chaque machine et les exigences de chaque équipe. L’allumeur était souvent un apprenti chauffeur.

### Les bûcherons du rail
Les scieurs des chantiers de traverses débitaient dans les troncs de chêne de quatre à six traverses ensuite immergées dans des  bacs de créosote cause de maladies professionnelles, cancers des voies respiratoires.  

### Le chef de train
Installé dans un fourgon, le chef de train, qui dépendait du service de l'exploitation, avait sous ses ordres, les serre-freins, le wagonnier du fourgon de  queue, le contrôleur. Il déchargeait le mécanicien  de la « paperasserie », (feuilles de route) et avait également une mission de sécurité, en se portant à la rencontre du train suiveur en cas d'arrêt en pleine voie et à l'avant sur une ligne à voie unique. Sur le convoi, il était une autorité concurrente de celle du mécanicien ce qui entrainait fréquemment des conflits.

### L'horloger
L'unification et la conservation de l'heure sur l'ensemble du réseau était nécessaire pour l'organisation du trafic et la sécurité. Les horlogers passaient dans tous les établissements à intervalles fixes pour remonter et régler les horloges des gares, des bureaux, des postes d'aiguillages et jusque dans les maisons de garde-barrière. Les agents devaient prendre l'heure au régulateur de gare à leur prise de service. La montre appelée régulateur était l'outil que possédait tous les cheminots. Ceux-ci avaient une religion de l'exactitude, jusqu'à l'« horolâtrie ». Les « gueules noires », par ailleurs indépendants et souvent indisciplinés, étaient les plus impitoyables sur le respect de l'heure. Les cheminots ont été les premiers en France à utiliser couramment la numérotation sur 24 heures et 60 minutes (dire 17 h 50 au lieu de 6 heures moins 10 de l'après-midi) avec une précision à la minute.

### Le lampiste
Avant la généralisation de l'éclairage électrique dans les premières décennies au XXe siècle, le lampiste était l'employé chargé de l'entretien des lampes à huile, à pétrole puis à acétylène et de leur pose, sur les convois, à l'avant de la locomotive, les feux rouges à l'arrière, sur les signaux, sur les quais, dans les gares, dans les bureaux. L'entretien et la réparation des lampes était effectué dans l'atelier de la lampisterie qui existait dans les gares. Le lampiste était un ouvrier qualifié capable de fabriquer une lampe, assisté par plusieurs commis dans les gares importantes10.
Au XIXe siècle, avant le chauffage des trains par la vapeur de la locomotive, le lampiste des gares principales était également chargé de la préparation du placement et du retrait sous les sièges des compartiments de première et deuxième classes des bouillottes de chauffage, ceux de troisième classe n'étant pas chauffés.

### Le pointeur
Le pointeur ou staticien était chargé de recenser les wagons à l'arrivée en gare en notant leur destination et au départ sur les voies de débord en effectuant un relevé de matériel servant à suivre le trafic, à renseigner les clients et à préparer les bulletins de composition12. Il rassemblait les écritures de chaque wagon remises par le chef de train, les triait et les classait. Cette activité nécessitait de longues marches de vingt ou trente kilomètres par jour. 

### Les ramoneurs et les tubistes
Les « ramouniats » (nom que se donnaient les ramoneurs savoyards) grattaient avec des ringards spéciaux la suie déposée dans la cinquantaine de tubes de la chaudière, de plus en plus longs avec l’accroissement de la dimension des locomotives. Ce travail a ensuite évolué par l’injection d’eau sous pression dans les tubes pour évacuer la suie, formant ainsi des boues salissantes.
Les tubistes enlevaient le tartre formé à l’extérieur des tubes par grattage et en brisant à coups de ringards les cristaux qui s’étendaient entre les tuyaux.
Ce nettoyage devait être fréquent  car une locomotive entartrée et aux tuyaux encrassés ne pouvait plus faire de vapeur.
Ces travaux  aussi durs que ceux de la mine causaient des maladies professionnelles car la suie et le tartre rongeaient les bronches et les muqueuses.

### Les saboteurs
Le saboteur, ou « enrayeur », était l'employé chargé de poser un sabot sur le rail, afin de freiner et d'arrêter un wagon. Le sabot est un morceau de fonte, que l'on pose sur le rail. Lorsqu'un wagon arrive, il percute le sabot qui glisse sur le rail, ce qui immobilise le wagon au bout d'un moment.
Ce métier pénible et dangereux a progressivement disparu avec l'installation de freins de voie à partir des années 1920.

### Les serre-freins
La fonction du serre-frein était de serrer les freins de son véhicule, wagon pour les trains de marchandises, voiture d'un train de voyageurs sous les ordres du mécanicien de locomotive.
Le serre-frein était installé dans une guérite surplombant la toiture à l’extrémité d’un wagon. 
Cette fonction a graduellement disparu avec la généralisation du frein automatique dans les années 1880 dans les trains de voyageurs, plus tardivement dans la période de l'entre-deux-guerres sur les trains de marchandises.